# Menhir du Mont Ganelon
Der 1,5 m hohe, schlanke Menhir du Mont Ganelon (auch Pierrot genannt) steht in einem Wald am 137 m hohen Mont Ganelon, östlich von Clairoix bei Compiègne im Département Oise in Frankreich.
In der Nähe liegen der kleine Dolmen La pierre Monicart und das Camp de César du Mont Ganelon.